# Перро, Морис
Жан-Мари-Жульен-Морис Перро (фр. Jean-Marie-Julien-Maurice Perrault; 1857 — 1909) — канадский инженер-строитель, архитектор и политик.

## Биография
Родился 12 июня 1857 года в Монреале в семье архитектора Анри-Мориса Перро и  Marie-Louise-Octavie Masson.
Учился в монреальской Petit Séminaire с 1867 по 1875 год. Затем изучал геодезию и архитектуру с 1875 по 1879 год. 
В 1880 году Морис пошел работать на своего отца, который к этому времени имел собственное архитектурное бюро Perrault et Mesnard, где занимался архитектурной деятельностью. Одной из его крупных работ является проект здания университета Лаваля (St. Denis Street, 1893-1894).
Позже занялся политической и общественной деятельностью. С 1898 по 1902 год он был 15-м мэром города Лонгёй, провинция Квебек. Был избран депутатом Законодательного собрания Квебека от избирательного округа Шамбли на выборах 1900 года. Представляя либералов, переизбирался в 1904 и 1908 годах. 
Умер  11 февраля 1909 года в своем офисе. Был похоронен на кладбище Нотр-Дам-де-Неж, которое было создано по проекту его отца.